# Ungerns Grand Prix 2012
Ungerns Grand Prix 2012, officiellt Formula 1 Eni Magyar Nagydíj 2012, var en Formel 1-tävling som hölls den 29 juli 2012 på Hungaroring i Budapest, Ungern. Det var den elfte tävlingen av Formel 1-säsongen 2012 och kördes över 69 varv. Vinnare av loppet blev Lewis Hamilton för McLaren, tvåa blev Kimi Räikkönen för Lotus och trea blev Romain Grosjean, även han för Lotus.

## Kvalet
| KR. | Nr | Förare             | Konstruktör          | Q1       | Q2       | Q3       | Grid |
| --- | -- | ------------------ | -------------------- | -------- | -------- | -------- | ---- |
| 1   | 4  | Lewis Hamilton     | McLaren-Mercedes     | 1.21,794 | 1.21,060 | 1.20,953 | 1    |
| 2   | 10 | Romain Grosjean    | Lotus-Renault        | 1.22,755 | 1.21,657 | 1.21,366 | 2    |
| 3   | 1  | Sebastian Vettel   | Red Bull-Renault     | 1.22,948 | 1.21,407 | 1.21,416 | 3    |
| 4   | 3  | Jenson Button      | McLaren-Mercedes     | 1.22,028 | 1.21,618 | 1.21,583 | 4    |
| 5   | 9  | Kimi Räikkönen     | Lotus-Renault        | 1.22,234 | 1.21,583 | 1.21,730 | 5    |
| 6   | 5  | Fernando Alonso    | Ferrari              | 1.22,095 | 1.21,598 | 1.21,844 | 6    |
| 7   | 6  | Felipe Massa       | Ferrari              | 1.22,203 | 1.21,534 | 1.21,900 | 7    |
| 8   | 18 | Pastor Maldonado   | Williams-Renault     | 1.22,475 | 1.21,504 | 1.21,939 | 8    |
| 9   | 19 | Bruno Senna        | Williams-Renault     | 1.22,271 | 1.21,697 | 1.22,343 | 9    |
| 10  | 12 | Nico Hülkenberg    | Force India-Mercedes | 1.22,176 | 1.21,653 | 1.22,847 | 10   |
| 11  | 2  | Mark Webber        | Red Bull-Renault     | 1.22,829 | 1.21,715 |          | 11   |
| 12  | 11 | Paul di Resta      | Force India-Mercedes | 1.21,912 | 1.21,813 |          | 12   |
| 13  | 8  | Nico Rosberg       | Mercedes             | 1.22,079 | 1.21,895 |          | 13   |
| 14  | 15 | Sergio Pérez       | Sauber-Ferrari       | 1.22,110 | 1.21,895 |          | 14   |
| 15  | 14 | Kamui Kobayashi    | Sauber-Ferrari       | 1.22,801 | 1.22,300 |          | 15   |
| 16  | 17 | Jean-Éric Vergne   | Toro Rosso-Ferrari   | 1.22,799 | 1.22,380 |          | 16   |
| 17  | 7  | Michael Schumacher | Mercedes             | 1.22,436 | 1.22,723 |          | 17   |
| 18  | 16 | Daniel Ricciardo   | Toro Rosso-Ferrari   | 1.23,250 |          |          | 18   |
| 19  | 20 | Heikki Kovalainen  | Caterham-Renault     | 1.23,576 |          |          | 19   |
| 20  | 21 | Vitalij Petrov     | Caterham-Renault     | 1.24,167 |          |          | 20   |
| 21  | 25 | Charles Pic        | Marussia-Cosworth    | 1.25,244 |          |          | 21   |
| 22  | 24 | Timo Glock         | Marussia-Cosworth    | 1.25,476 |          |          | 22   |
| 23  | 22 | Pedro de la Rosa   | HRT-Cosworth         | 1.25,916 |          |          | 23   |
| 24  | 23 | Narain Karthikeyan | HRT-Cosworth         | 1.26,178 |          |          | 24   |

| Vidare från första kvalrundan ▬▬ Vidare från andra kvalrundan ▬▬ |

## Loppet
| Pos. | Nr | Förare             | Konstruktör          | Varv | Tid         | Grid | P  |
| ---- | -- | ------------------ | -------------------- | ---- | ----------- | ---- | -- |
| 1    | 4  | Lewis Hamilton     | McLaren-Mercedes     | 69   | 1:41.05,503 | 1    | 25 |
| 2    | 9  | Kimi Räikkönen     | Lotus-Renault        | 69   | +1,032      | 5    | 18 |
| 3    | 10 | Romain Grosjean    | Lotus-Renault        | 69   | +10,518     | 2    | 15 |
| 4    | 1  | Sebastian Vettel   | Red Bull-Renault     | 69   | +11,614     | 3    | 12 |
| 5    | 5  | Fernando Alonso    | Ferrari              | 69   | +26,653     | 6    | 10 |
| 6    | 3  | Jenson Button      | McLaren-Mercedes     | 69   | +30,243     | 4    | 8  |
| 7    | 19 | Bruno Senna        | Williams-Renault     | 69   | +33,899     | 9    | 6  |
| 8    | 2  | Mark Webber        | Red Bull-Renault     | 69   | +34,458     | 11   | 4  |
| 9    | 6  | Felipe Massa       | Ferrari              | 69   | +38,350     | 7    | 2  |
| 10   | 8  | Nico Rosberg       | Mercedes             | 69   | +51,234     | 13   | 1  |
| 11   | 12 | Nico Hülkenberg    | Force India-Mercedes | 69   | +57,283     | 10   |    |
| 12   | 11 | Paul di Resta      | Force India-Mercedes | 69   | +1.02,887   | 12   |    |
| 13   | 18 | Pastor Maldonado   | Williams-Renault     | 69   | +1.03,606   | 8    |    |
| 14   | 15 | Sergio Pérez       | Sauber-Ferrari       | 69   | +1.04,494   | 14   |    |
| 15   | 16 | Daniel Ricciardo   | Toro Rosso-Ferrari   | 68   | +1 varv     | 18   |    |
| 16   | 17 | Jean-Éric Vergne   | Toro Rosso-Ferrari   | 68   | +1 varv     | 16   |    |
| 17   | 20 | Heikki Kovalainen  | Caterham-Renault     | 68   | +1 varv     | 19   |    |
| 18   | 14 | Kamui Kobayashi    | Sauber-Ferrari       | 67   | Hydraulik   | 15   |    |
| 19   | 21 | Vitalij Petrov     | Caterham-Renault     | 67   | +2 varv     | 20   |    |
| 20   | 25 | Charles Pic        | Marussia-Cosworth    | 67   | +2 varv     | 21   |    |
| 21   | 24 | Timo Glock         | Marussia-Cosworth    | 66   | +3 varv     | 22   |    |
| 22   | 22 | Pedro de la Rosa   | HRT-Cosworth         | 66   | +3 varv     | 23   |    |
| Ret  | 23 | Narain Karthikeyan | HRT-Cosworth         | 60   | Styrning    | 24   |    |
| Ret  | 7  | Michael Schumacher | Mercedes             | 58   | Teknik      | 17   |    |

| Förare och stall som tog poäng ▬▬ |

## Ställning efter loppet
|     | Pos. | Förare           | Poäng |
| --- | ---- | ---------------- | ----- |
| ▬   | 1    | Fernando Alonso  | 164   |
| ▬   | 2    | Mark Webber      | 124   |
| ▬   | 3    | Sebastian Vettel | 122   |
| ▲ 1 | 4    | Lewis Hamilton   | 117   |
| ▼ 1 | 5    | Kimi Räikkönen   | 116   |

|     | Pos. | Konstruktör      | Poäng |
| --- | ---- | ---------------- | ----- |
| ▬   | 1    | Red Bull-Renault | 246   |
| ▲ 1 | 2    | McLaren-Mercedes | 193   |
| ▲ 1 | 3    | Lotus-Renault    | 192   |
| ▼ 2 | 4    | Ferrari          | 189   |
| ▬   | 5    | Mercedes         | 106   |

- Notering: Endast de fem bästa placeringarna i vardera mästerskap finns med på listorna.